# Долгушин Ігор Олександрович
І́гор Олекса́ндрович Долгу́шин (1908—1966) — казахський орнітолог. Засновник казахської орнітологічної школи, організатор і головний автор 5-томної монографії «Птицы Казахстана» (1960—1974).

## Життєпис
Ігор Долгушин народився в місті Омськ 1908 року (30 березня). З 16 років брав участь в зоологічних експедиціях і працював у краєзнавчому музеї. Після школи закінчив Ленінградську лісотехнічну академію і 1931 року за направленням поїхав до Казахстану.

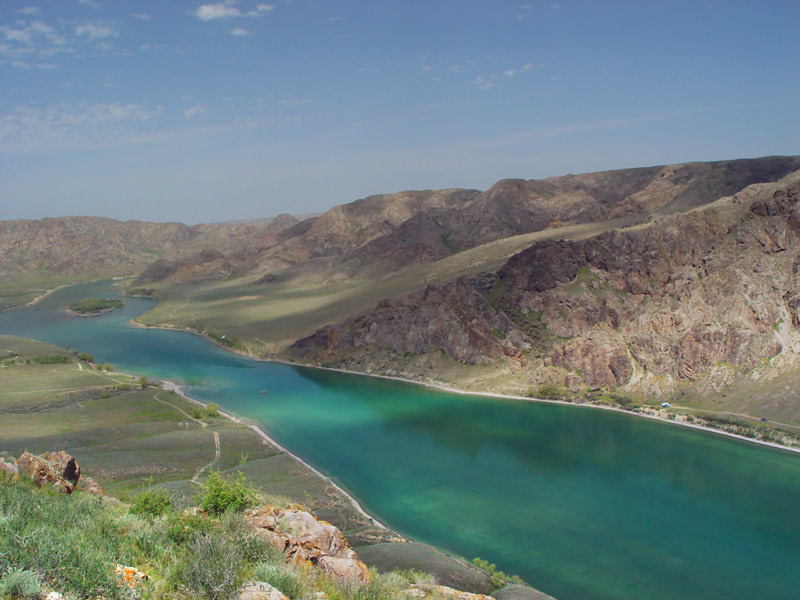
Річка Ілі — район досліджень Ігоря Долгушина

Став одним із засновників Інституту зоології Академії наук Казахстану.
В основу кандидатської дисертації було покладено результати вивчення авіфауни нижньої течії річки Ілі. Дисертацію було захищено на Вченій раді центральної зоологічної установи країни — Зоологічного інституту АН СРСР (Ленінград) у 1941 році.
Захистив дисертацію на здобуття наукового ступеня доктора біологічних наук.
Заслуги Ігоря Долгушина у розвитку зоології були відзначені Державною премією СРСР.
Помер Ігор Олександрович 4 липня 1966 року в Алмати.

## Праці
- (рос.)Игорь Александрович Долгушин, В. Ф. Гаврин, М. Н. Корелов Птицы Казахстана. — Издательство Академии наук Казахской ССР, 1960

- (рос.)Охотничьи птицы Казахстана: (Фауна, экология и практ. значение): [Сборник статей] / [Ред. коллегия: …И. А. Долгушин и др.]. — Алма-Ата: Изд-во Акад. наук Каз. ССР, 1964. — 220 с., 1 л. карт. : ил., карт.; 27 см. — (Труды Института зоологии / Акад. наук КазССР; Вып. 24).

## Пам'ять
2008 року з нагоди 100-річчя з дня народження Ігоря Олександровича видано книгу спогадів про нього, з великою кількістю нових відомостей з біографії науковця, повним списком його праць, спогадами сучасників та учнів. Книга містить також його листи та низку раніше невідомих світлин.
Серед інших матеріалів, у цій книзі є й спогади відомих українських орнітологів: Ігоря Кривицького («О Долгушине»), Тетяни Ардамацької («Незабываемые встречи с Игорем Александровичем»), Сергія Панченка («Игорь Александрович Долгушин как зоолог и путешественник»). Опубліковано також низку листів, зокрема «Письма И. А. Долгушина к С. Г. Панченко, 1953—1964» та «Письма И. А. Долгушина к И. А. Кривицкому, 1961—1965».
Учнями Ігора Долгушина, які у 1962—1963 роках приїхали в Україну і організували тут свої орнітологічні школи та плідно працювали викладачами вишів, стали:
- Ігор Кривицький (Харківський державний університет), 1935 р. н., приїхав з Казахстану в Україну 1962 р., помер 2010 р.
- Сергій Панченко (Луганський державний педінститут), 1928 р. н., приїхав з Казахстану в Україну 1963 р., помер 2011 р.